# Elymnias berkovitzi
Elymnias berkovitzi är en fjärilsart som beskrevs av James John Joicey och Talbot 1921. Elymnias berkovitzi ingår i släktet Elymnias och familjen praktfjärilar. Inga underarter finns listade i Catalogue of Life.